# Reconciliatio et paenitentia

Wappen Johannes Pauls II.

Reconciliatio et paenitentia (lat.: Versöhnung und Buße) heißt das nachsynodale Apostolische Schreiben von Papst Johannes Paul II., das er am 2. Dezember 1984 promulgierte. Es ist eine Zusammenfassung der Beratungen der 6. Ordentlichen Bischofssynode, die vom 29. September bis 29. Oktober 1983 in Rom abgehalten wurde. Das Dokument trägt den Untertitel: „Versöhnung und Buße in der Sendung der Kirche von heute“. Das Schreiben richtet sich an die Bischöfe, die Priester und Diakone und an alle Gläubigen.

## Themenauswahl
Die Bischöfe hatten schon seit geraumer Zeit die Krise des Bußsakraments erkannt, sie wollten diese Entwicklung, die sich in einigen Teilen der Welt deutlich zeigte, behandeln. Es ging ihnen darum das Sakrament der Buße aus der Verkündung hervorzuheben und seine Wertschätzung zu fördern. Die Gründe für den starken Rückgang der Beichtpraxis, den der Papst in Ziffer 18 beschreibt, scheinen im mangelnden Schuld- und Sündenbewusstsein verankert zu sein.

## Inhaltsübersicht
„Von Versöhnung und Buße zu sprechen, bedeutet eine Einladung an die Männer und Frauen unserer Zeit, in ihrer Sprache jene Worte wieder zu entdecken, mit denen unser Heiland und Meister Jesus Christus seine Verkündigung beginnen wollte“, dieses sind die Gruß- und Eröffnungsworte des Papstes.

### Einleitung
In der Einleitung geht der Papst auf den „Ursprung und die Bedeutung des Dokumentes“ ein, er beschreibt die Sehnsucht nach Versöhnung in dieser „zerrissenen Welt“ und zeichnet die „Blickrichtung der Synode“ auf.

### Erster Teil
Es folgt der erste Teil mit der Thematik „Versöhnung und Buße: Auftrag und Einsatz der Kirche“. Im ersten Kapitel, beginnend mit dem Gleichnis vom verlorenen Sohn (Lk 15,11-32 ) leitet der Papst über zum „Gleichnis der Versöhnung“ und führt dann im zweiten Kapitel „Zu den Quellen der Versöhnung“ hin. Dabei erklärt er die Bedeutung der „Versöhnung durch die Kirche“ und die „versöhnte Kirche“. Im dritten Kapitel geht der Papst auf die „Initiative Gottes und Dienst der Kirche“ ein, er erklärt, dass die „Versöhnung von Gott ausgeht“ und „die Kirche das große Sakrament der Versöhnung“ sei. Die Kirche ist gesandt, die Versöhnung zu verkünden und ihr Sakrament in der Welt zu sein, es gibt aber, so ergänzt der Papst, auch noch „andere Wege und Formen der Versöhnung“.

### Zweiter Teil
Der zweite Teil, beginnend mit einem Wort des Apostels Johannes: „Wenn wir sagen, dass wir keine Sünde haben, führen wir uns selbst in die Irre, und die Wahrheit ist nicht in uns. Wenn wir unsere Sünden bekennen, ist er treu und gerecht; er vergibt uns die Sünden“ (1 Joh 1,8f ), führt den Leser zur Betrachtung über die Sünde. Überschrieben ist der zweite Teil mit den Worten: „Die Liebe ist größer als die Sünde“.
Dem „Geheimnis der Sünde“ wendet sich Johannes Paul II. im ersten Kapitel zu und nimmt eine Klassifizierung der Sünden vor, in dem er sie aufteilt in:
- Ungehorsam gegen Gott
- die Trennung zwischen den Brüdern
- die personale Sünde – soziale Sünde und letztlich
- die Todsünde – die lässliche Sünde.

Weiterhin beklagt er den „Verlust des Sündenbewusstseins“, um dann im zweiten Kapitel auf das Thema „Geheimnis des Glauben“ überzuleiten. Hierin betont er, dass das „Geheimnis oder Sakrament des Glaubens Christus selber“ ist, welches aber ohne das Bemühen des Christen nicht verwirklicht werden kann.

### Dritter Teil
Im dritten Teil geht der Papst auf die „Pastoral der Buße und der Versöhnung“ ein und beschreibt im ersten Kapitel die Aufgabe der Kirche, die in der „Förderung von Buße und Versöhnung“ liegt. Er behandelt das Wesen dieser pastoralen Aufgabe und legt zwei wesentliche Merkmale fest:
- die von der Kirche benutzten Mittel und Wege, um Buße und Versöhnung zu fördern
- das eigentliche Sakrament der Buße und Versöhnung

Den Dialog und die Katechese beschreibt Johannes Paul II. als erstes Mittel und ersten Weg, um die Buße und Versöhnung zu fördern, als zweites Mittel nennt er das Sakrament.
Das zweite Kapitel ist überschrieben mit „Sakrament der Buße und Versöhnung“ und der Hinwendung zu den wichtigsten Dimensionen dieses Sakramentes. Die grundlegende Wirklichkeit wird in den heiligen Büchern des Alten und Neuen Testaments genannt, wenn es dort heißt: „Wem ihr die Sünden vergebt, dem sind sie vergeben; wem ihr die Vergebung verweigert, dem ist sie verweigert“.
In der weiteren Betrachtung wendet sich der Papst den Formen der Bußgottesdienste zu und wiederholt die Weisungen des Zweiten Vatikanischen Konzils. Hierzu gehört auch die „Feier des Sakramentes mit Generalabsolution“.

### Schlussteil
Mit einem „abschließenden Wunsch“ beendet Papst Johannes Paul II. dieses Apostolische Schreiben.

## Einzelaspekte von grundlegender Bedeutung

### Komplex der Sünde
In der Sünde, so der Papst, versagt sich der Mensch seinem Schöpfer und damit der Erfüllung seines eigenen Wesens. Sünde ist darum mehr als die Übertretung einer ethischen Vorschrift. Es gehört zu den dunklen Geheimnissen Gottes, dass die Bestätigung der menschlichen Freiheit auch gegen den Willen Gottes möglich ist. Papst Johannes Paul II. hat jedoch als Ergebnis der Bischofssynode die Bedeutung und bleibende Aktualität der Unterscheidung zwischen Todsünden und lässlichen Sünden, gemäß der Tradition der Kirche, neu unterstrichen.

#### Zur Todsünde
Jene Sünde wird Todsünde genannt, die eine schwerwiegende Materie zum Gegenstand hat, z. B. Mord, Ehebruch, schwerer Diebstahl, und die dazu mit vollem Bewusstsein und bedachter Zustimmung begangen wird. Wo eine dieser drei Bedingungen fehlt, liegt eine lässliche Sünde vor. Die Todsünde ist mit der Abkehr von der göttlichen Gemeinschaft gleichzusetzen, die vollkommene Versöhnung und Buße wird dem Sünder über die inständige Reue zugesichert.
Das Trienter Konzil verpflichtet die Gläubigen zum Bekenntnis aller Todsünden, wobei die Terminologie zwischen „schwerer“ und „Todsünde“ spricht. Die Deutschen Bischöfe schreiben in „Umkehr und Versöhnung im Leben der Kirche“: 

„Schon früh wurde deshalb zwischen zwei Formen der Sünde unterschieden: Man spricht von ‘schweren Sünden’ oder ‘Todsünden’, wenn eine grundlegende Weigerung gegenüber dem Anspruch der göttlichen Gnade und Liebe das neue, in der Taufe geschenkte Leben selbst zerstört.“

#### Personelle und soziale Sünde
Im Apostolischen Schreiben unterscheidet der Papst zwischen personaler und von sozialer Sünde. Deutlich wird gesagt, dass Sünde immer ein Akt der Person ist, die nicht auf Strukturen und Systeme abgewälzt werden darf. Soziale Sünde wird nun als die Anhäufung vieler personaler Sünden gesehen. Der Papst präzisiert in Nr. 31, dass jede Sünde persönlich zurechenbar ist und dass deshalb die Rede von „sozialer Sünde“ ein analoger Begriff sei. Es handelt sich dabei um „Frucht, Verknotungen und Zusammenballung von persönlichen Sünden“ (ebd. Nr. 16).

### Pflichten und Verantwortung der Beichtväter
Nach dem Apostolischen Schreiben „muss jeder Priester schon in den Jahren im Seminar für den Dienst der Spendung des Bußsakraments parallel zum Studium der Dogmatik, Moral- und Pastoraltheologie vorbereitet werden (die immer eine einzige Theologie ist), dazu der Humanwissenschaften, der Methode des Dialogs und zumal des seelsorglichen Gesprächs“ (Nr. 29). Der Papst fordert die Priester auf, die Wichtigkeit der regelmäßigen Beichte zu unterstreichen, indem sie diese auch regelmäßig empfangen, denn, so führt der Papst fort: „Bei einem Priester, der nicht mehr oder nur schlecht beichtet, würde sein priesterliches Sein und Tun sehr bald leiden, und das würde auch die Gemeinde merken, deren Hirte er ist“ (Nr. 31).